# Leon Powe
Leon Powe (ur. 22 stycznia 1984 w Oakland) – amerykański koszykarz, występujący na pozycji silnego skrzydłowego, mistrz NBA z 2008.
W 2003 został wybrany najlepszym zawodnikiem szkół średnich stanu Kalifornia (California Gatorade Player of the Year), zaliczono go także do I składu Parade All-American, wystąpił też w meczu gwiazd amerykańskich szkół średnich - McDonald’s All-American. W 2002 został wyróżniony zaliczeniem do III składu Parade All-American.
Ukończył college University of California, Berkeley. Wybrany z 49 numerem draftu w 2006 przez Denver Nuggets. W NBA grał jednak jedynie w Boston Celtics. W ostatnim sezonie notował średnio 7,9 punktu na mecz, a jego drużyna zdobyła mistrzostwo NBA. W sezonie 2008/2009 był kluczowym graczem Celtics. Doznał poważnej kontuzji kolana w kwietniu. Mimo to Cleveland Cavaliers podpisali z nim 2-letni kontrakt w sierpniu 2009.

## Osiągnięcia
Na podstawie, o ile nie zaznaczono inaczej.
NCAA
- Uczestnik turnieju NCAA (2006)
- MVP turnieju Pac-10 (2006)
- Najlepszy pierwszoroczny zawodnik konferencji Pac-10 (2004)[4]
- Zaliczony do:
  - I składu:
    - Pac-10 (2004, 2006)
    - turnieju Pac-10 (2006)
    - najlepszych pierwszorocznych zawodników Pac-10 (2004)

  - II składu All-American (2006)

NBA
- Mistrz NBA (2008)